# Norbert Nelles
Norbert Nelles (*16.09.1963 in Mönchengladbach-Neuwerk) ist ein deutscher Künstler. Seit Ende der 1970er Jahre ist er mit Einzel- und Gruppenausstellungen im In- und Ausland präsent. Nelles lebt und arbeitet in Wedel, Schleswig-Holstein.

## Leben und Ausbildung
Norbert Nelles absolvierte verschiedene handwerkliche Ausbildungen, unter anderem zum Steinmetz und Steinbildhauer, technischen Zeichner sowie Florist
https://blumennelles.de/

## Werk
Das künstlerische Werk von Norbert Nelles umfasst unter anderem Skulptur, Malerei und Zeichnung. Seine Arbeiten verbinden handwerkliche Präzision mit konzeptuellen Fragestellungen. Inhaltlich setzen sie sich häufig mit Naturprozessen, Vergänglichkeit, Raumwahrnehmung und Transformation auseinander.
https://www.artlimited.net/1068422/art/image-weil/en/11996357
https://www.instagram.com/nellesnorbert
https://www.berlincollagecollective.com/shop/cc-06/the-scientist-made-by-norbert-nelles/
https://art24.com/de/artist/norbert-nelles-3kS/about
Seit 1979 war Nelles an zahlreichen Ausstellungen beteiligt. Seine Werke wurden in verschiedenen Städten gezeigt. Er präsentierte sowohl Einzel- als auch Gruppenausstellungen im In- und Ausland.
https://www.diebeduerfnisanstalt.de/norbert-nelles-und-sabine-hanse
https://www.kulturlotse.de/event/vernissage-ausstellung-narratives-von-sabine-hanse-und-norbert-nelles-3754962378077386602
| Personendaten    | Personendaten           |
| ---------------- | ----------------------- |
| NAME             | Nelles, Norbert         |
| KURZBESCHREIBUNG | deutscher Künstler      |
| GEBURTSDATUM     | 20. Jahrhundert         |
| GEBURTSORT       | Mönchengladbach-Neuwerk |